# Петрик (село)
Петрик (укр. Петрик) — село на Украине, находится в Литинском районе Винницкой области.
Код КОАТУУ — 0522484604. Население по переписи 2001 года составляет 737 человек. Почтовый индекс — 22362. Телефонный код — 4347.
Занимает площадь 0,068 км².

## Адрес местного совета
22360, Винницкая обл., Литинский р-н, с. Малиновка, ул. Зализнякова; тел. 3-74-16.